# ليلى الشرقاوي
```
ليلى الشرقاوي
، ولدت عام 1962 في 
الدار البيضاء
، هي فنانة 
بصرية
 مغربية (
رسام
 
ونحات
).
```

## السيرة الذاتية
ولدت في الدار البيضاء عام 1962، وتتطور رسامتها ليلى الشرقاوي في فضاءها «ورشة الخلق»، حيث قامت بعمل بحث مثير حول حياة الأشكال وعمق اللون. فالأروقة والأزقة والظلال البشرية تكشف عن القوة الهادئة للفنان وتلقي نظرة داخلية على جذورنا وعلى مصادر انتمائنا. لغته التعبيرية غنية من حيث البحث والإبداع. تتفكك المفردات البلاستيكية في المهام اللونية والأرقام المفتوحة التي، من خلال تأثيرها المنظور، تتضاعف آثار العمق...
عليها أن تنسب إلى العديد من المعارض الجماعية والفردية في المغرب وفي الخارج تتخللها عملية وطريق ثروة كبيرة. إن رحلتها الفنية الفريدة تضعها في أعقاب لا أحد غير عالمها الداخلي ووجودها. يحتل هذا المكان مكانًا أصليًا في كوكبة الفنون التشكيلية في المغرب.

## العمل
أعمال ليلى الشرقاوي مستوحاة من المباني القديمة والبنيات التقليدية. ويرى البعض في لوحاته في الأوساط وأماكن العبادة ذات الشخصيات المرسومة التي تتجول بين أروقة الظل والضوء، التي توجد أشكالها في منحوتاته.
يمكن وصف أسلوبه بالتعبيرية التجريدية. من وجهة نظر الفنان، «اللوحة تتأرجح بين الشكل الجديد والتعبير التجريدي».

## المعارض
1990 : «ورشة الإبداع»
```
1992
 : «ورشة الإبداع»
```

1999 : «ورشة الإبداع»
2005 : «آثار الضوء» 1 في أتيليه دو كريشن، الدار البيضاء.
2006 : «آثار الضوء 2» افتتحها الملك محمد السادس في «بشار خير» الفضائية، حي المحمدي، الدار البيضاء.
2007 : «آثار الضوء 3» في أتيليه دو كريشن، الدار البيضاء.
2008 : «Inside Look» في معرض معهد Cervantes، الدار البيضاء.
2009 : «طرق» مع مؤسسة Cultures du Monde بالتعاون مع مؤسسة ONA في مقر مؤسسة الملك عبد العزيز آل سعود، الدار البيضاء.
«معرض» في متحف شاتو تورنو، فرنسا.
«العواطف Partagés» في ورشة عمل لجنة Monegasque من AJAB اليونسكو، موناكو.
2010 : «تأملات» في فندق حسن تاور بالرباط.
«الهندسة المعمارية للمناظر الطبيعية البيئية، داخل وخارج،» معرض الفنون في جامعة نيو انغلاند، ولاية مين - الولايات المتحدة الأمريكية.
2011 : «أحلم بليلى» في المركز الثقافي الفرنسي في الرباط.
«دورة الفنانين» الدورة الحادية عشرة التي نظمها وفد والونيا-بروكسل في المغرب، الرباط.
2012 : «ذاكرة الوقت» باب روعة، وزارة الثقافة، الرباط.
«ذاكرة المكان» في معرض أبو عنان التابع لمجموعة كريدي أجريكول بالمغرب للفنون والتراث الريفي.
«معرض فنون منجم»، الدار البيضاء.
2013 : «Biennale d'Art» الطبعة الخامسة في Saint-Germain-en-Laye في Royal Manège، فرنسا.
Shades «Villa Rossi of Lucca» (توسكانا سنتر) في إيطاليا، الطبعة الثانية من "Come to my home".
«المعرض الوطني الثاني للفن المعاصر»، منتدى الثقافة، الدار البيضاء.
«تعال إلى منزلي» الطبعة الثالثة لمراكش.
2014 : «Syri-Arts» في مركز المعارض والمعارض الخيرية، لبنان.
«الروح الغامضة» في دار التقوى بجاية.
«ليلة الجاليري»، ورشة الإبداع، الدار البيضاء.
«Harmonia I»، منتدى الثقافة (مثل كاتدرائية القلب المقدس)، الدار البيضاء.
«منجم الملح»، محمدية.
2015 : «50 عامًا من الرسم»، مسجد Mediatheque الحسن الثاني، الدار البيضاء.
«50 عاما من الرسم»، متحف بالميراي، مراكش.
«أركان أفريكا»، منتدى الثقافة (مثل كاتدرائية القلب المقدس)، الدار البيضاء.
«Harmonia II»، منتدى الثقافة (مثل كاتدرائية القلب المقدس)، الدار البيضاء.
«عطور الأندلس»، بريستيجيا جولف، الدار البيضاء.
«مهرجان سطات للفنون التشكيلية».
«عطور الأندلس»، مشوار، حبوس، الدار البيضاء.
جسر الروحانية، غاليريا أومبرتو ماستروياني، روما.
«Residence Villard de Lans»، غرونوبل.
2016 : تركيب «البيئة» 3 في كاتدرائية القلب المقدس في الدار البيضاء.
«معرض ريف أفريقيا» في معرض السنغال الوطني، داكار.
معرض «قم بالتوقيع دون علامة» في منطقة هايبريون في جبل طارق.
Temperance «COP 22 Marrakech، green space».
2017 : «السفر... تسجيل بدون علامة» La Linea، الجامعة الدولية بقيادة pelayo، إسبانيا.
«السفر... قم بالتوقيع بدون علامة» معرض مدينة توريمولينوس، إسبانيا.
«السفر... قم بالتوقيع دون علام» ة الفضاء في مركز المؤتمرات، Torrèmolinos، إسبانيا.
منذ عام 2009 : تدير ورش الفنون البصرية وتشارك في الندوات الإبداعية.

## الروابط الخارجية
- الموقع الرسمي
- "Exposition de l'artiste peintre Leila Cherkaoui". www.minculture.gov.ma. 2012. minculture. مؤرشف من الأصل في 2018-07-24.
- "Portrait : Un air de spiritualisme chez Leila Cherkaoui". www.lessentiel.ma. 17 مارس 2012. lessentiel. مؤرشف من الأصل في 2022-03-31.